# 史密特希尔斯大屋
史密特希尔斯大屋（英語：Smithills Hall）是一座被选为登錄建築和英国古迹的庄园大屋，位于英国大曼彻斯特郡哈利韦尔一座海拔500英尺的高沼地上，距镇中心约2英里。它位于阿斯特利河和乐福登河河附近，是英格兰西北部最古老的庄园之一。史密特希尔斯大屋历史最悠久的部分始建于15世纪，这座大屋自古以来便不断被改造，尤其是其西部的扩建。史密特希尔斯大屋目前由博爾頓管理并向公众开放。

## 历史

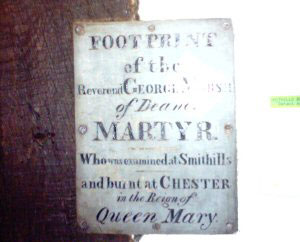
乔治·马尔什留下的脚印的介绍板。

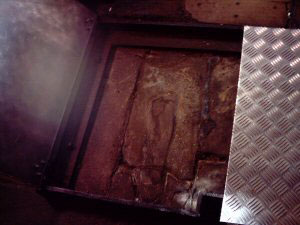
这个脚印据说是乔治·马尔什跺脚时产生的。

Smithills（史密特希尔斯）源自古英语单词smeþe，意为光滑和一座名为hyll的山峰，1322年变为了今天的Smithills（史密特希尔斯）。关于史密特希尔斯大屋的记载最早见于中世纪前期的1335年——威廉·拉德克利夫从沃尔顿家族手中收购了这座大屋。1369年，威廉·拉德克利夫去世，大屋被他的儿子拉尔夫·拉德克利夫继承。此后这座大屋转交给了瑞德格莱斯。1485年，瑞德格莱斯将之转交给一个富裕的牧羊人巴顿斯，巴顿斯在这里生活了近200年之久。此后的数百年间，史密特希尔斯大屋不断被转让、扩修，大屋甚至曾经被改造成了日间护理中心，但90年代时护理中心关闭。
大屋最古老的部分在1963年被改造成了一座博物馆。1999年，有关部门修复了大屋的西部。
1554年，一个名为乔治·马尔什（George Marsh）、来自博尔顿附近的迪恩的牧师是在这里被“审查”，然后便被送到切斯特处以极刑。据说每到他的忌日——4月24日，他在大屋内留下的脚印便会流出鲜血。
1855年，利物浦的领事兼小说家纳撒尼尔·霍桑访问了这座大屋，并将其写入了书中。

## 建筑风貌
在乐福登河的一条支流的长期冲刷下，一条陡峭的峡谷形成了，峡谷南侧的绿地将史密特希尔斯大屋团团围住。

## 花园
大屋内的花园和娱乐设施占地48公顷（120英亩），位于荒地南部。它们将大屋包围了起来，附近坐落着林木繁茂的陡峭山谷。

## 电视采访
Smithills厅已经出现在几个英国电视系列：
- 2005年-Most Haunted第85集
- 2012年-Great British Ghosts第二季第8集

2015-mr bloom: here and there第情93集